# Musée de Suzhou
Le musée de Suzhou (en chinois 蘇州博物館, en pinyin Sūzhōu Bówùguǎn) est un musée des arts chinois anciens situé à Suzhou, dans la province du Jiangsu, en république populaire de Chine.

## Histoire
Le musée a été fondé en 1960 et a ouvert dans l'ancienne résidence de Li Xiucheng (le « prince loyal ») de la révolte des Taiping.

## Bâtiments actuels
Les bâtiments actuels ont été dessinés par l'architecte sino-américain, lauréat du prix Pritzker, Ieoh Ming Pei, en association avec Pei Partnership Architects. La construction a commencé en 2002 et l'inauguration a eu lieu le 6 octobre 2006.

## Collections
Le musée dispose d'une surface d'exposition de 2 200 m2 et compte plus de 15 000 pièces dans ses collections. La plupart de celles-ci sont d'anciennes peintures et calligraphies, céramiques, objets artisanaux et objets issus de fouilles. Parmi elles, 247 pièces sont classées de première importance.
Le musée possède aussi 70 000 livres et documents et plus de 20 000 copies sur papier de stèles de pierre. La collection de peintures et de calligraphies inclut des chefs-d'œuvre des dynasties Song, Ming et Qing.

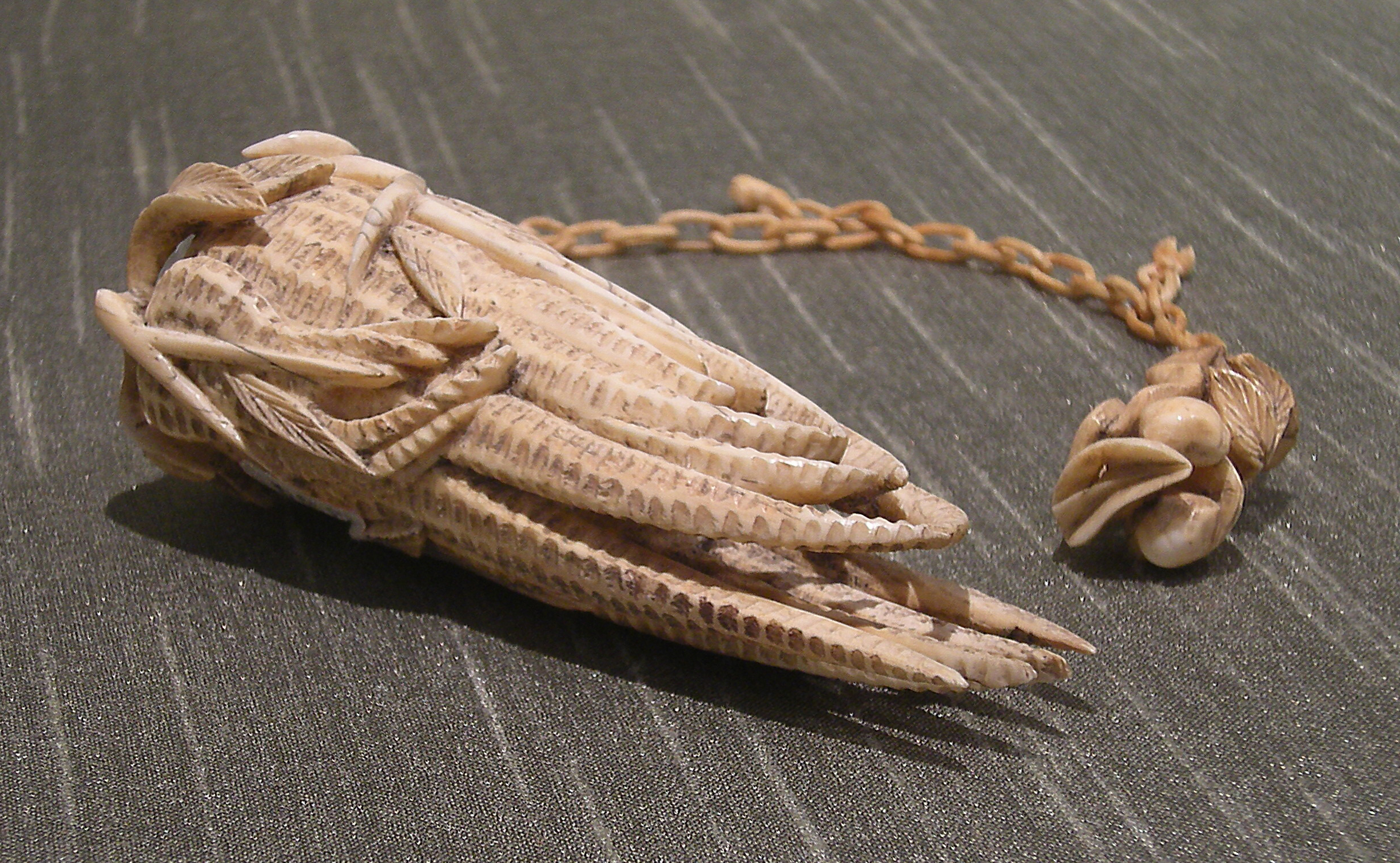
Main du Bouddha en ivoire, collections du Musée.
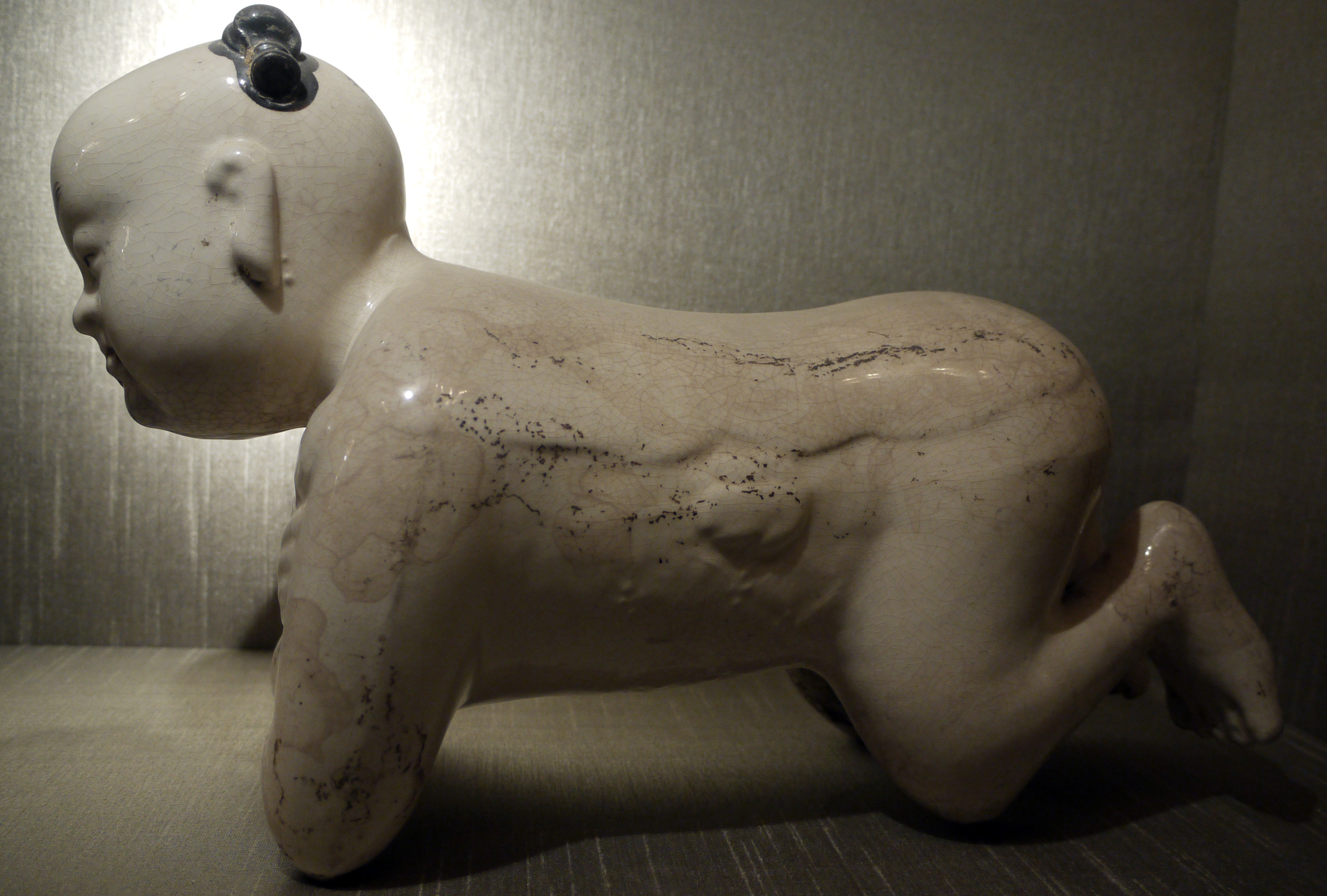
Oreiller en porcelaine, dynastie Song (960-1279).
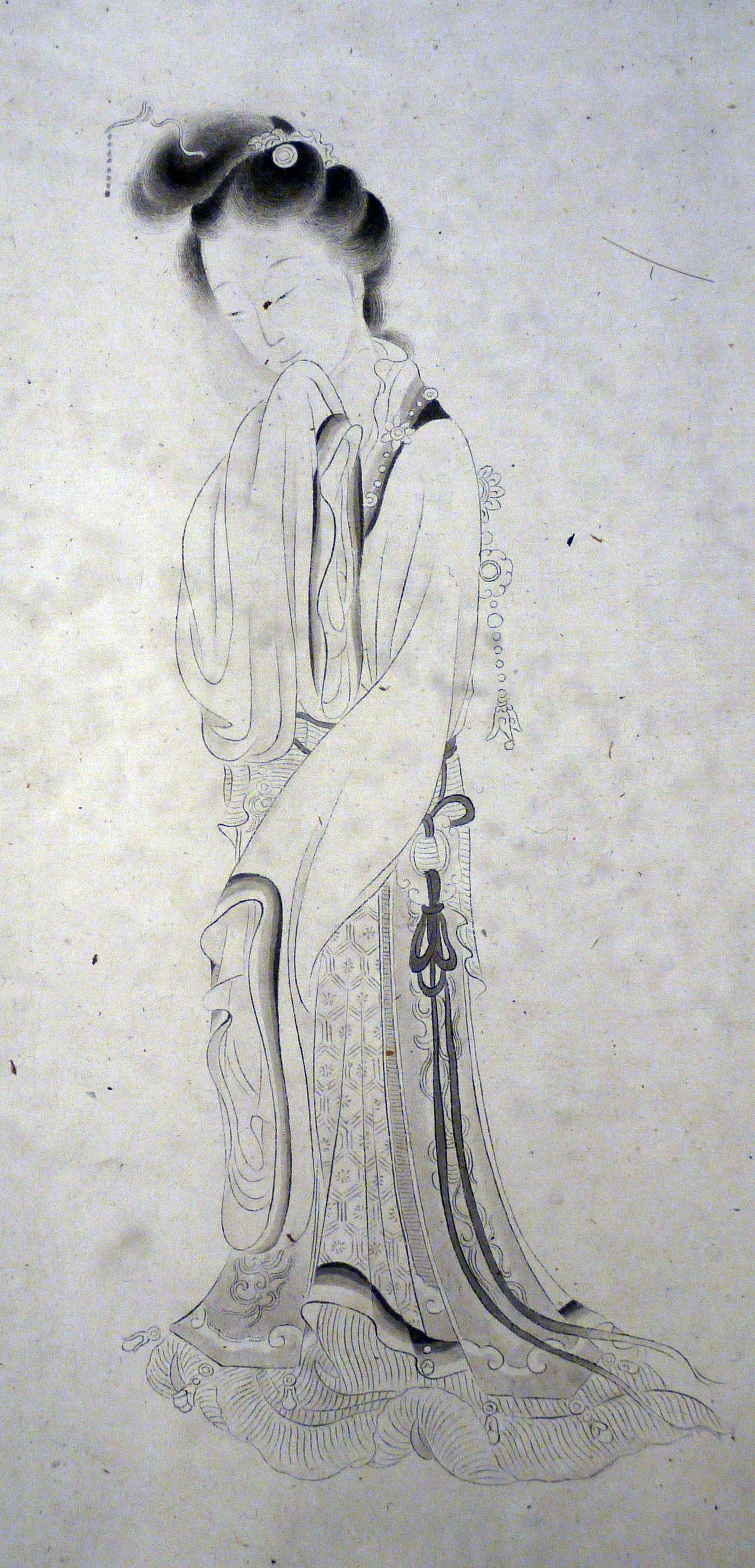
Belle femme, Hu Xighui.
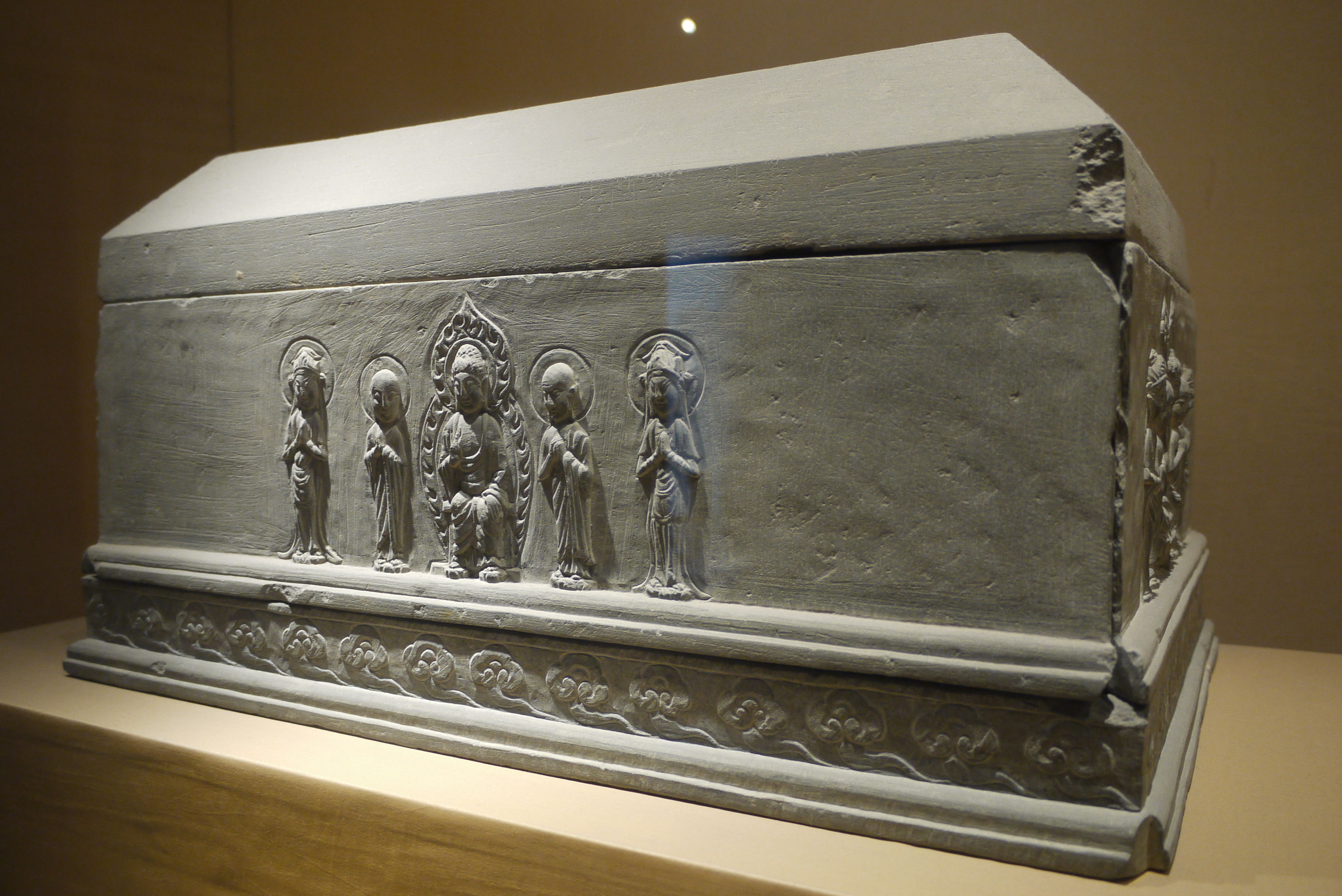
Coffre en pierre, période des cinq dynasties (907-960).
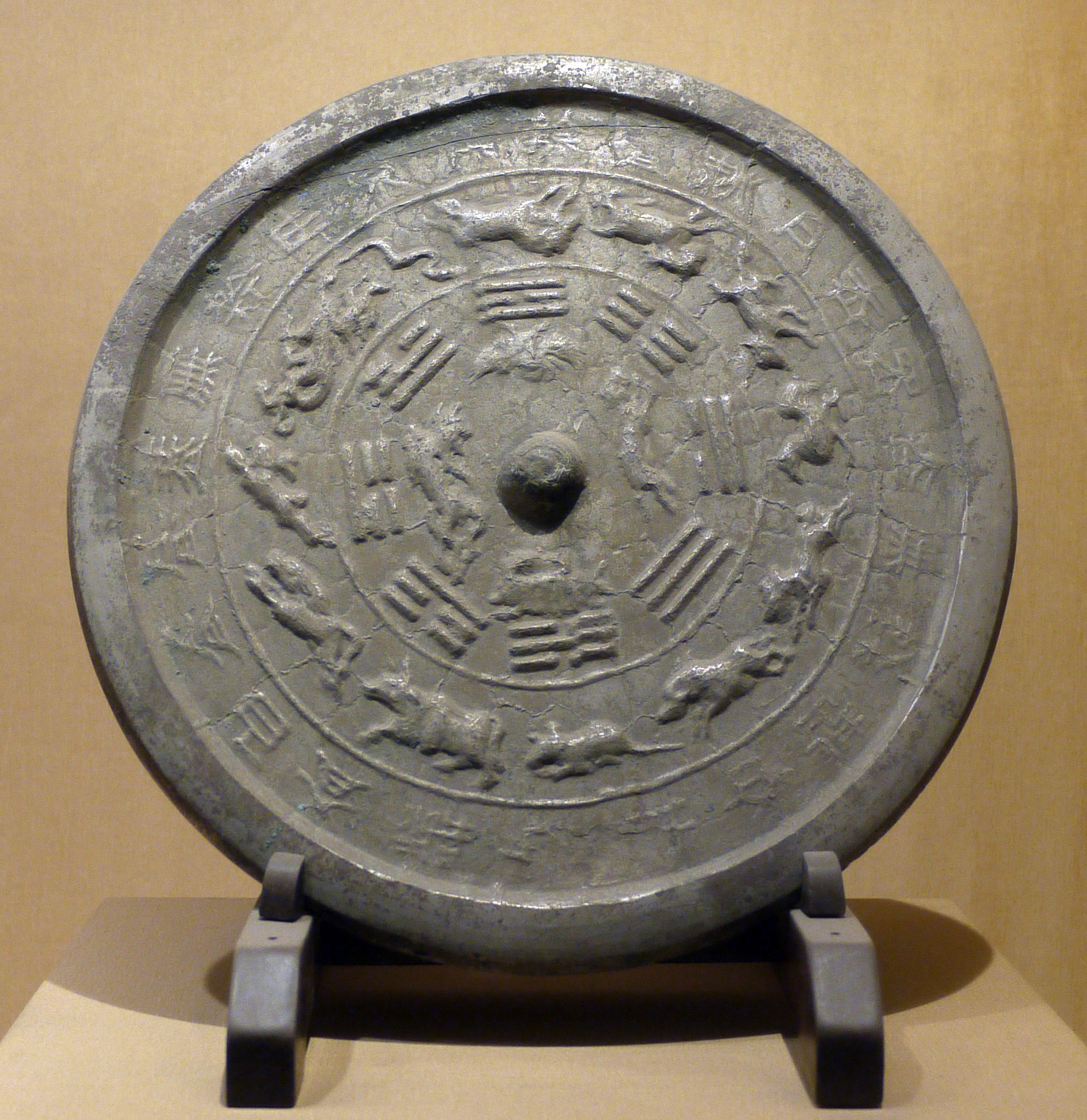
Miroir en bronze avec douze animaux symboliques, période des cinq dynasties.
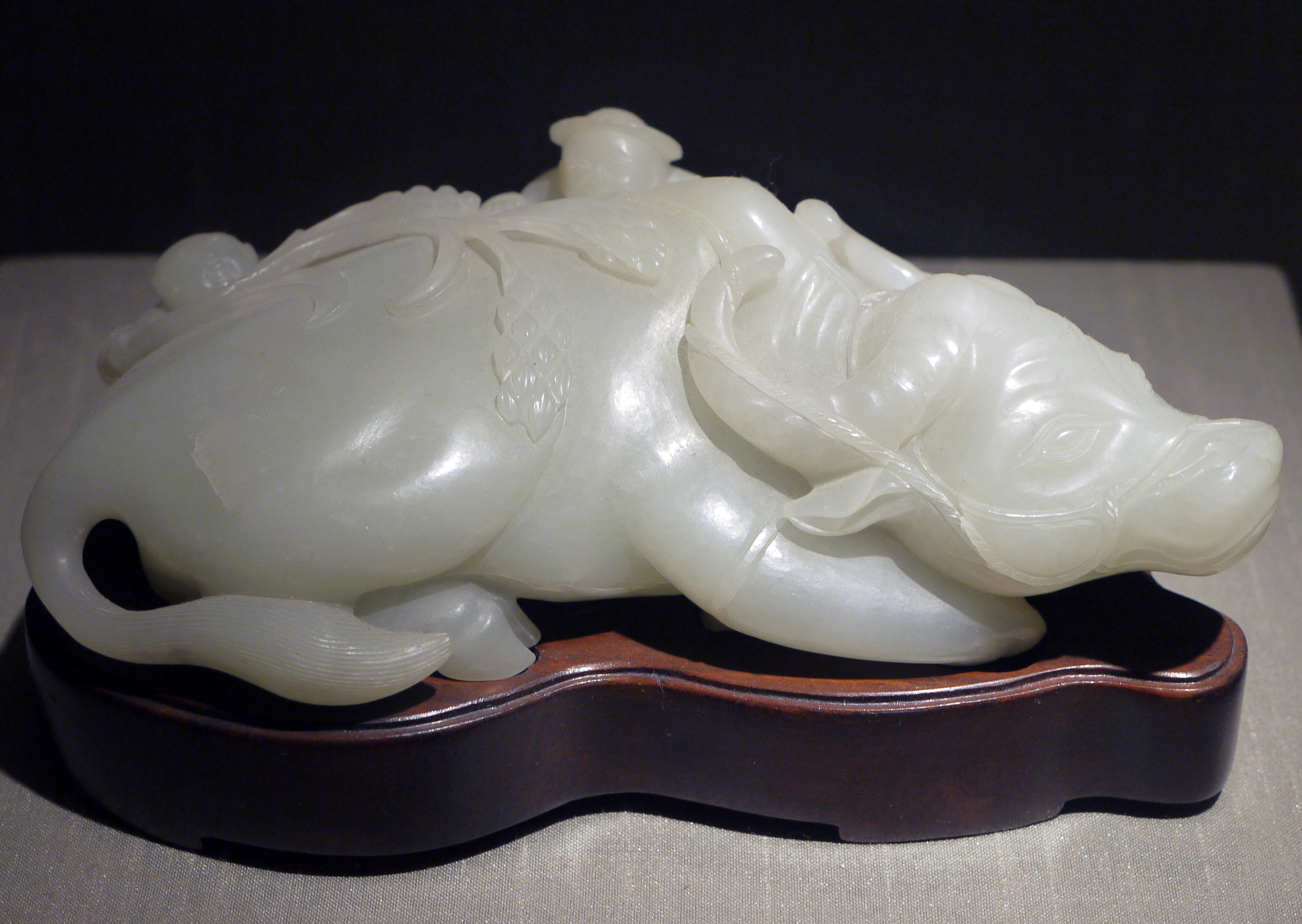
Ornement en néphrite d'un garçon sur un buffle, dynastie Qing.
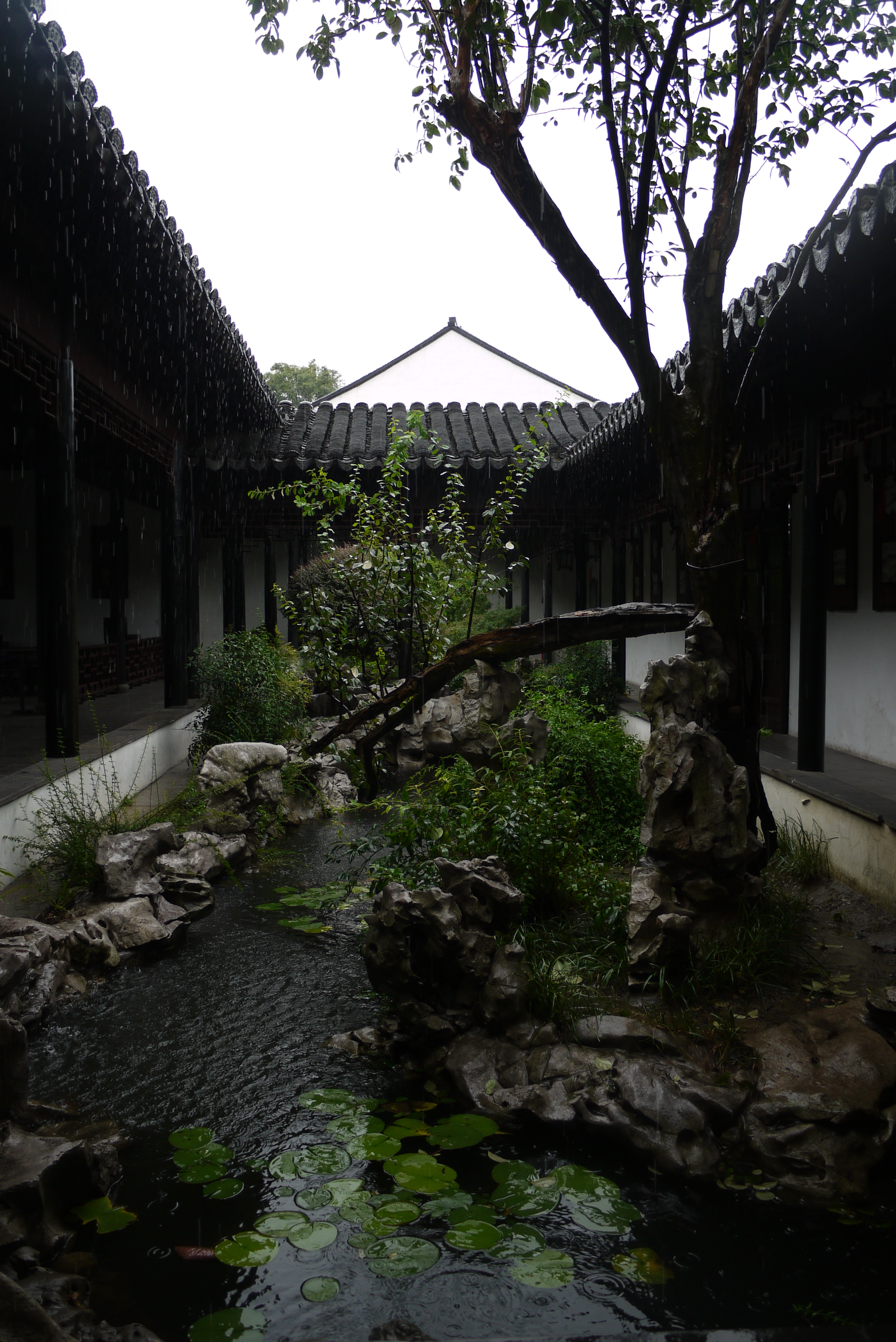
Cour intérieure du musée.